# Magdalena Kuras
Magdalena Kuras (14 de mayo de 1988) es una deportista sueca que compitió en natación, especialista en el estilo libre.
Ganó dos medallas en el Campeonato Europeo de Natación, oro en 2014 y bronce en 2008, y cinco medallas en el Campeonato Europeo de Natación en Piscina Corta entre los años 2006 y 2015.

## Palmarés internacional
| Campeonato Europeo                  | Campeonato Europeo       | Campeonato Europeo | Campeonato Europeo |
| Año                                 | Lugar                    | Medalla            | Prueba             |
| ----------------------------------- | ------------------------ | ------------------ | ------------------ |
| 2008                                | Eindhoven (Países Bajos) | Medalla de oro     | 4 × 100 m libre    |
| 2014                                | Berlín (Alemania)        | Medalla de oro     | 4 × 100 m libre    |
| Campeonato Europeo en Piscina Corta |                          |                    |                    |
| Año                                 | Lugar                    | Medalla            | Prueba             |
| 2006                                | Helsinki (Finlandia)     | Medalla de oro     | 4 × 50 m estilos   |
| 2007                                | Debrecen (Hungría)       | Medalla de plata   | 4 × 50 m estilos   |
| 2007                                | Debrecen (Hungría)       | Medalla de bronce  | 4 × 50 m libre     |
| 2013                                | Herning (Dinamarca)      | Medalla de plata   | 4 × 50 m libre     |
| 2015                                | Netanya (Israel)         | Medalla de plata   | 4 × 50 m estilos   |